# 共和国議会 (コンゴ共和国)
共和国議会（きょうわこくぎかい、フランス語: Parlement de la République）は、コンゴ共和国の立法府である。

## 概要
上院に相当する元老院と下院に相当する代議院の両院で構成する。